# From a Basement on the Hill
From a Basement on the Hill è il sesto e ultimo album in studio di Elliott Smith, pubblicato postumo il 19 ottobre 2004 dall'etichetta discografica ANTI- Records. Originalmente pensato come album doppio, non fu mai completato in tale formato a causa della morte del cantante.

## Tracce
(Tutte scritte da Elliott Smith, tranne dove diversamente indicato)
1. Coast to Coast - 5:33
2. Let's Get Lost - 2:27
3. Pretty (Ugly Before) - 4:45
4. Don't Go Down - 4:34
5. Strung Out Again - 3:12
6. A Fond Farewell - 3:58
7. King's Crossing - 4:57
8. Ostrich & Chirping (David McConnell) -  0:33
9. Twilight - 4:29
10. A Passing Feeling - 3:32
11. The Last Hour - 3:27
12. Shooting Star - 6:01
13. Memory Lane - 2:30
14. Little One - 3:14
15. A Distorted Reality Is Now a Necessity to Be Free - 4:32